# Waldemar Siwiński
Waldemar Siwiński (ur. 2 stycznia 1952 w Borkach) – polski dziennikarz.

## Życiorys
Urodzony 2 stycznia 1952 roku. Absolwent Politechniki Warszawskiej na wydziale elektronika. Zastępca redaktora naczelnego Ilustrowanego Magazynu Studenckiego oraz następnie Sztandaru Młodych. W 1985 roku stał się jednym z założycieli i równocześnie redaktorem naczelnym czasopisma „Bajtek”. Dziennikarz PAP oraz prezes zarządu w latach 2003–2006. 23 września 2005 roku został wybrany na członka Zarządu Europejskiego Stowarzyszenia Agencji Informacyjnych (EANA). Wiceprezydent międzynarodowej organizacji IREG Observatory on Academic Ranking and Excellence. Założyciel i były prezes Fundacji Edukacyjnej „Perspektywy”.

### Współpraca z SB
Według zachowanych dokumentów ewidencyjnych znajdujących się w zasobach IPN miał on zostać w czerwcu 1985 r. pozyskany do współpracy z SB przez kpt. Piotra Gałuszkę z Wydziału VII Departamentu III MSW (rejestrowany jako KO „Waldemar”, nr rej. 92 035) do sprawy „Moskwa ’85”, czyli do zabezpieczenia operacyjnego polskiej delegacji na XII Festiwal Młodzieży i Studentów w Moskwie. Sprawę KO „Waldemar” zamknięto w lutym 1990 r., materiałów brak (wypisy z pomocy ewidencyjnych BUiAD IPN).

## Katastrofa w Czarnobylu
Był on jedynym polskim dziennikarzem, obserwującym tzw. Proces Czarnobylski, wytoczony oskarżonym o przyczynienie się do awarii w Czarnobylskiej Elektrowni Jądrowej do której doszło w kwietniu 1986 roku. Będąc na terenie strefy zamkniętej, zbierał relacje uczestników akcji oczyszczającej oraz specjalistów w zakresie energetyki jądrowej.

## Publikacje
- Ludzie uparci: spotkania z uczonymi radzieckimi (1987)
- Czernobyl. Od katastrofy do procesu (1989)
- Imperium informacji (1990)
- Rosja (1990)
- Lech Wałęsa: Przewodniczący NSZZ „Solidarność” (1990)

## Nagrody
- Nagroda Klubu Publicystów Naukowych SD PRL (1987) za książkę „Ludzie uparci”